# N6-Thréonylcarbamoyladénosine
La N6-thréonylcarbamoyladénosine (t6A) est un nucléoside rare dont la base nucléique est un dérivé thréonine-carbamate de l'adénine, l'ose étant le β-D-ribofuranose. Elle est présente naturellement, tout comme la N6-isopentényladénosine, dans certains ARN de transfert en position adjacente à l'adénosine des anticodons ANN, c'est-à-dire des ARNtIle, ARNtThr, ARNtAsn, ARNtLys, ARNtSer et ARNtArg en position 37,.